# Biserica evanghelică C.A. din Livezile

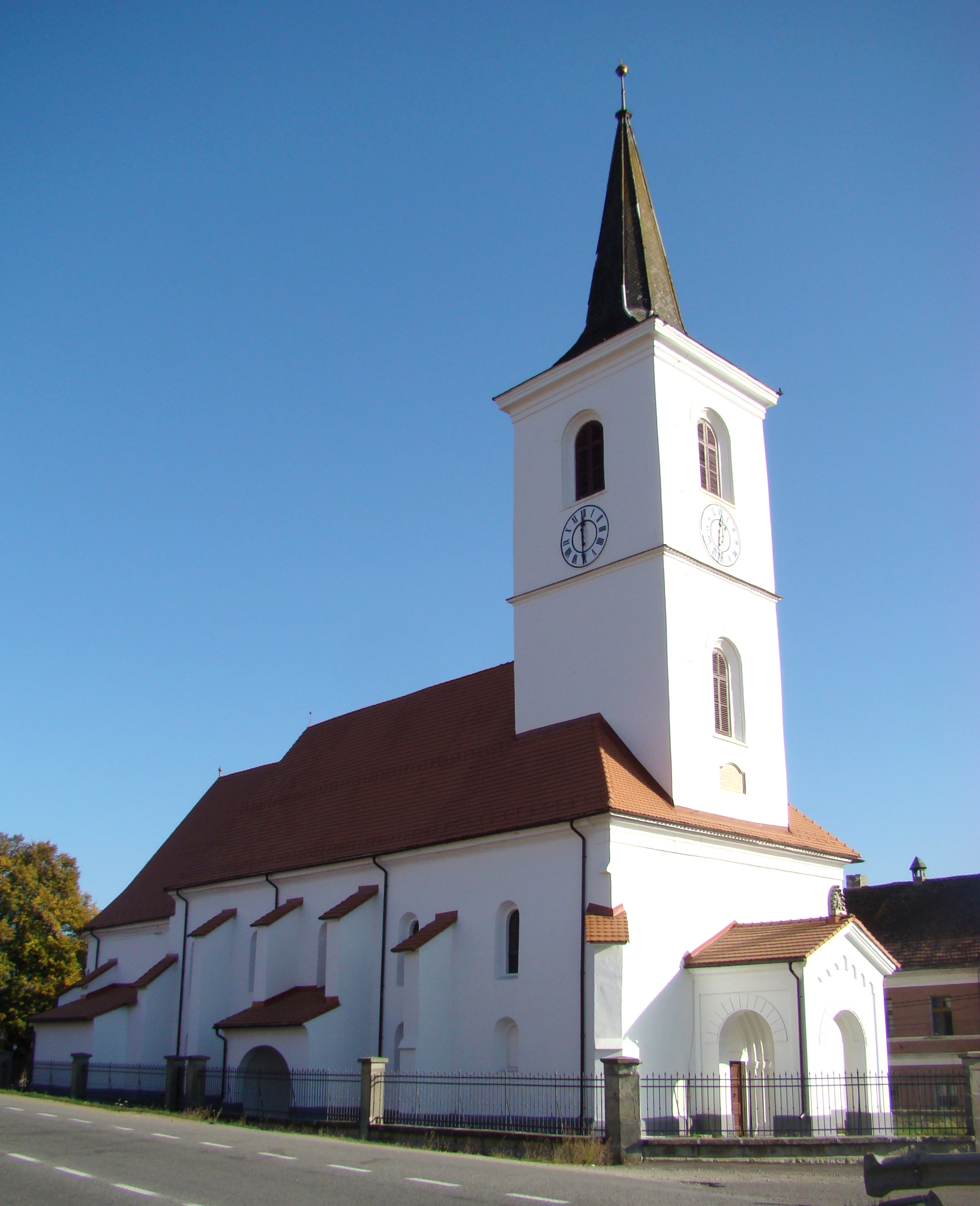
Biserica (sud-vest)

Biserica evanghelică C.A. din Livezile este un monument istoric aflat pe teritoriul satului Livezile; comuna Livezile. În Repertoriul Arheologic Național, monumentul apare cu codul 33550.08.

## Localitatea
Livezile (înainte de 1968 Iad, germană Jaad, maghiară Jád) este satul de reședință al comunei cu același nume din județul Bistrița-Năsăud, Transilvania, România.
Localitatea este amintită documentar în anul 1311 într-un act de donație pe care regele Carol Robert de Anjou îl face în favoarea greavului Ioan, fiul lui Geubul, din Bistrița care primea moșia Pettersdorf, aflată între Jaad și Munții Bârgăului. 

## Biserica
Biserica evanghelică este situată în piațeta din centrul localității. Este un monument de arhitectură gotică, construit în secolul al XIV-lea. Biserica de tip sală are o absidă semicirculară și un turn-clopotniță pe latura de vest. Bolțile navei au fost refăcute în stil baroc în veacul al XVIII-lea. În peretele sudic al navei este amplasată piatra tombală a Susanei Schelling, reprezentată într-un relief din 1735.

## Imagini din exterior

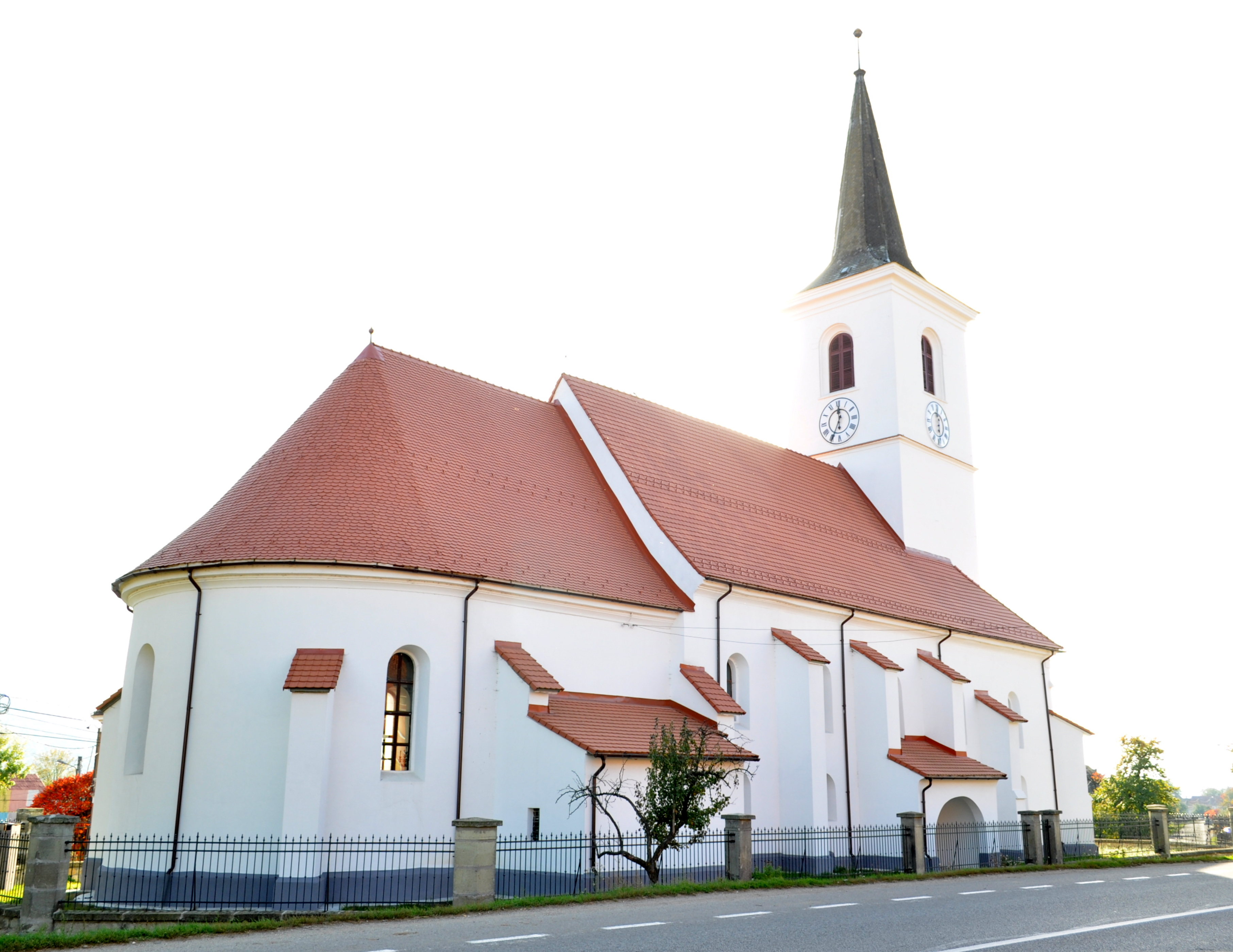
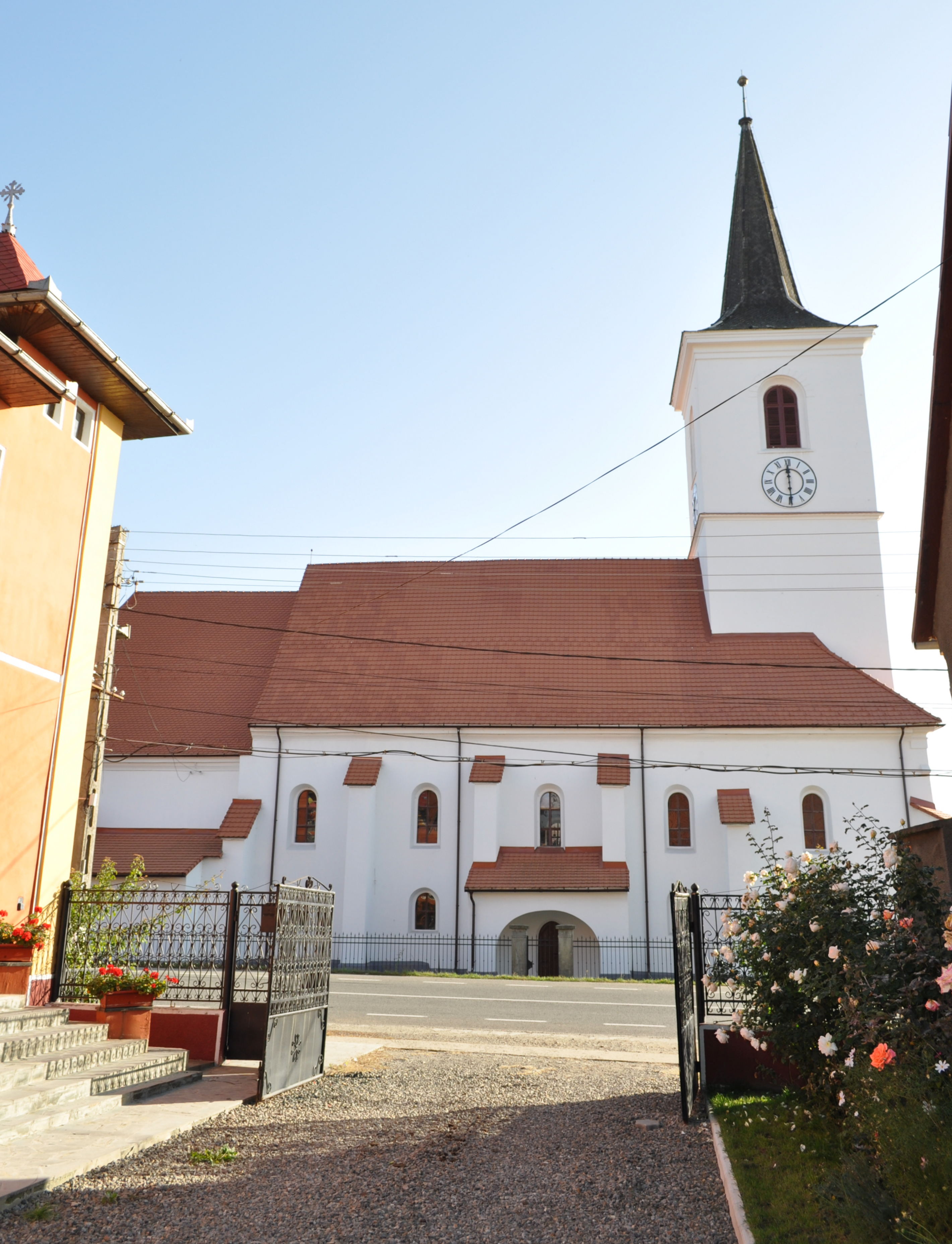
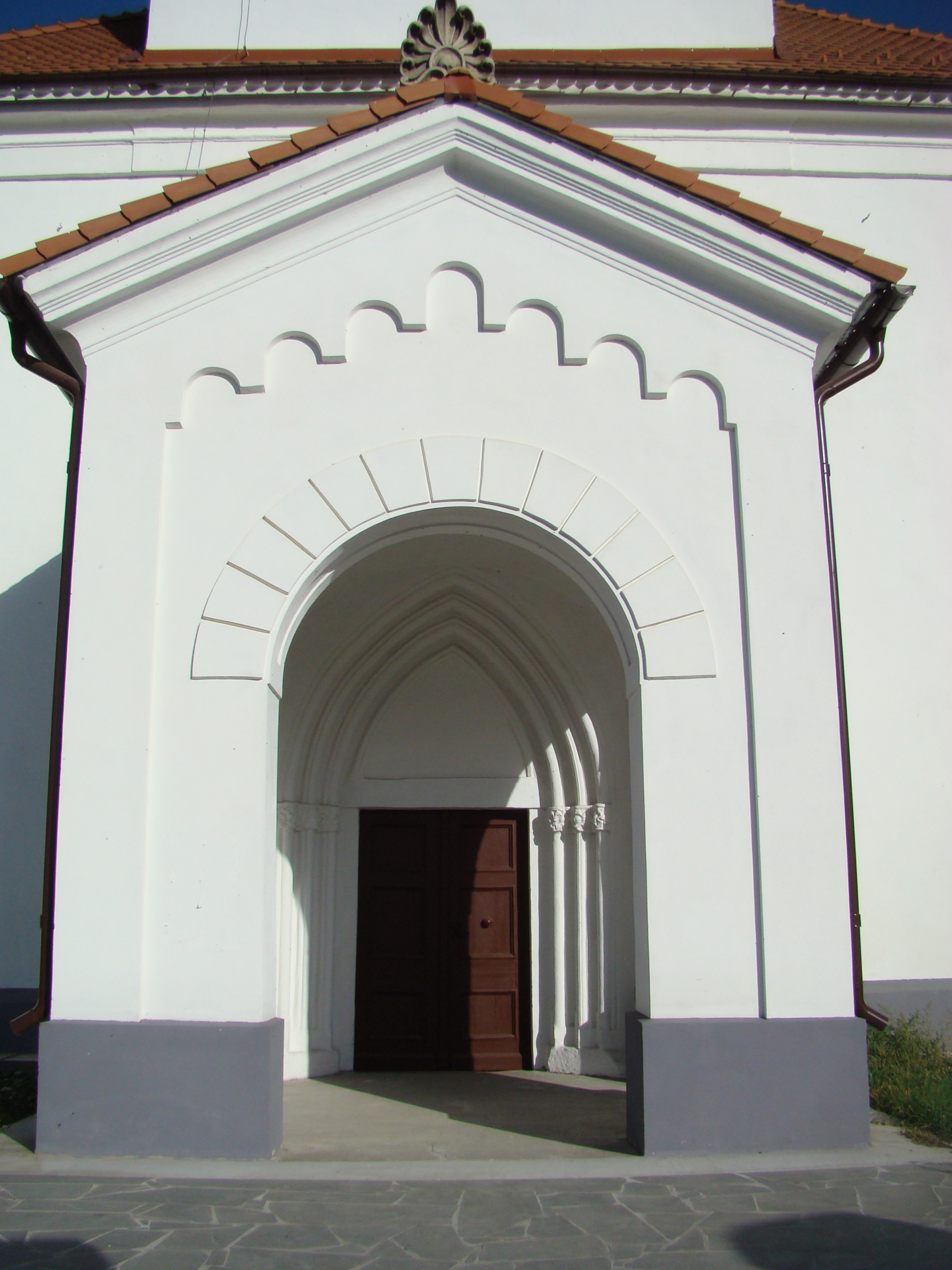
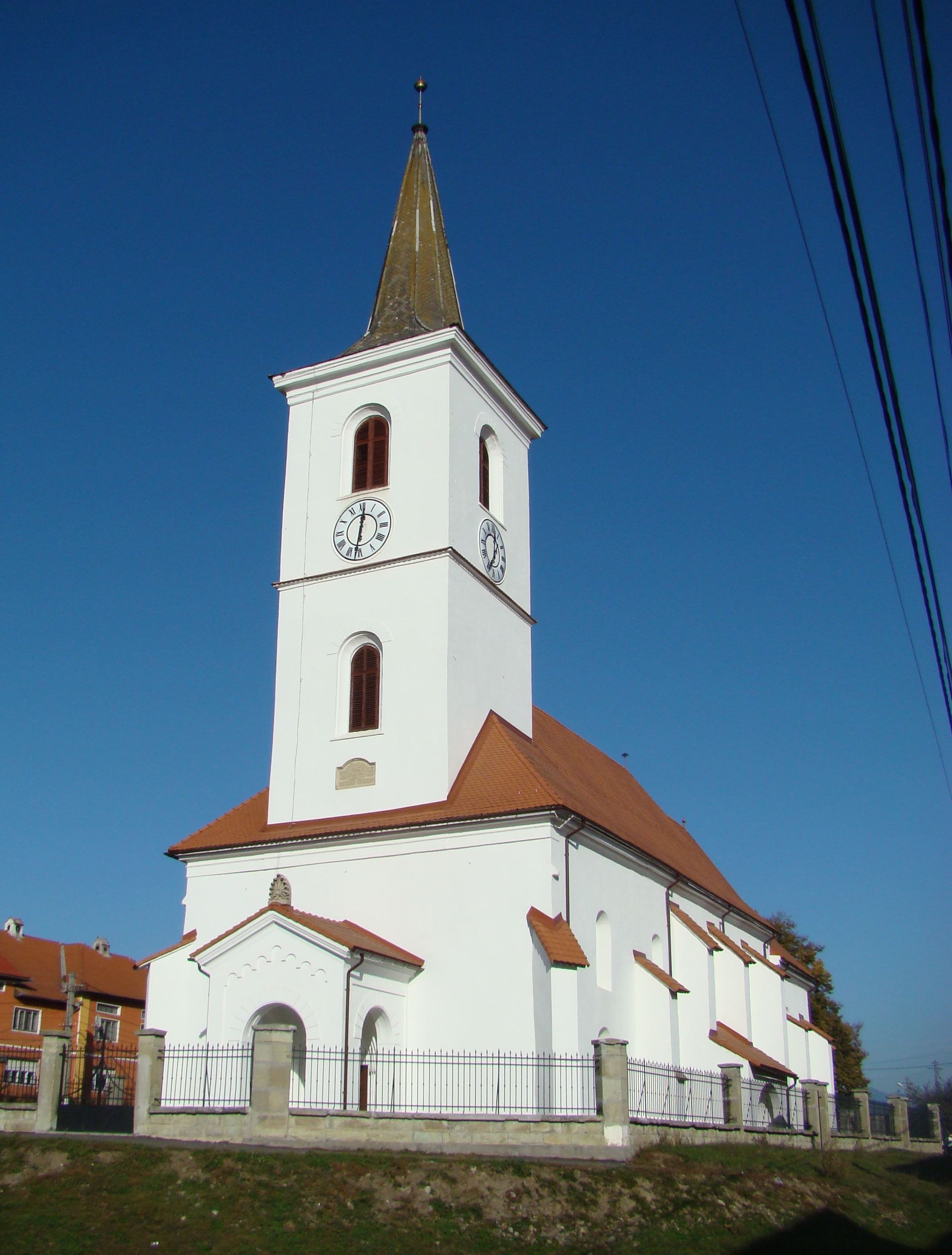
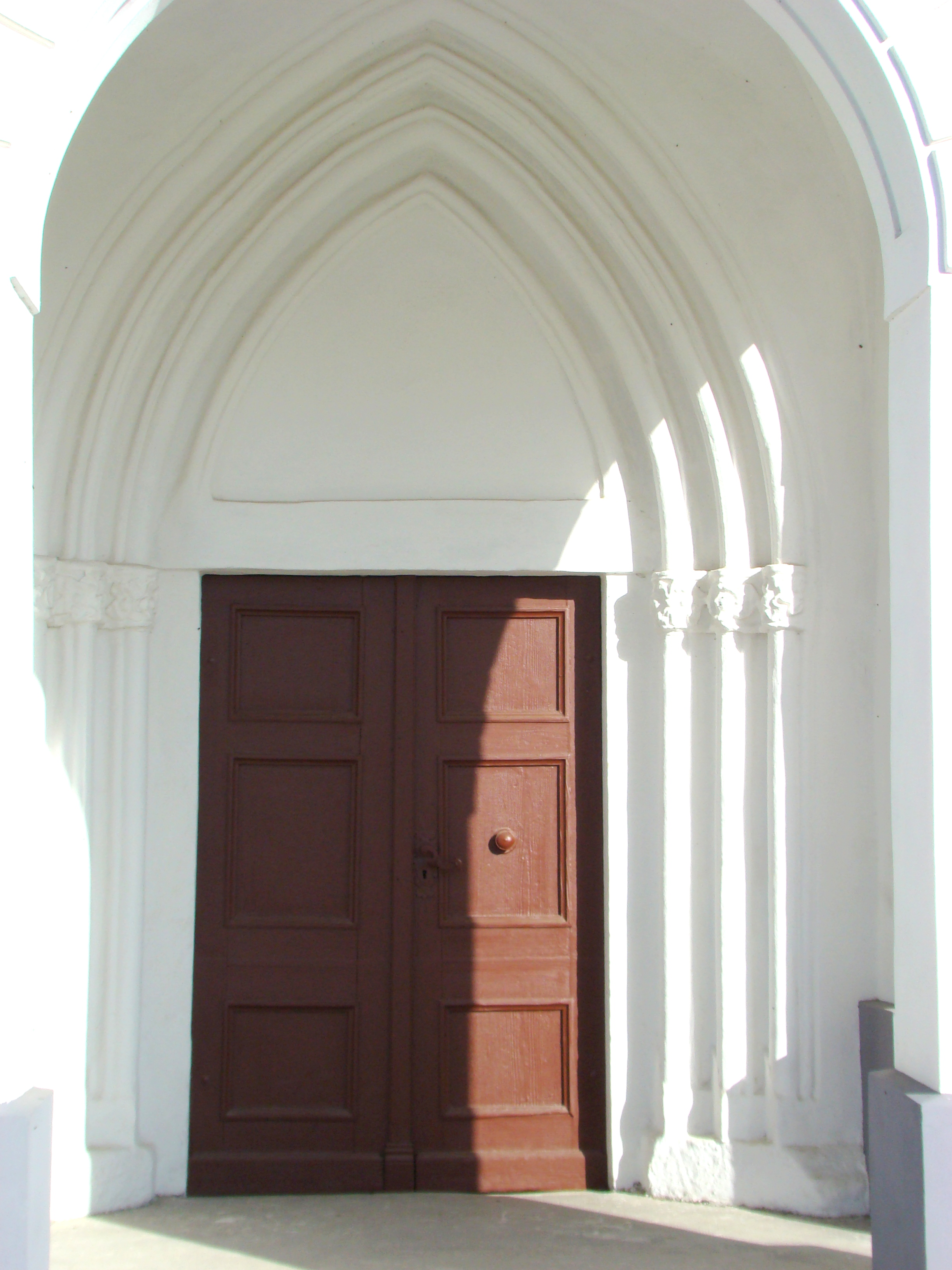
Portalul gotic în arc frânt de pe latura de vest
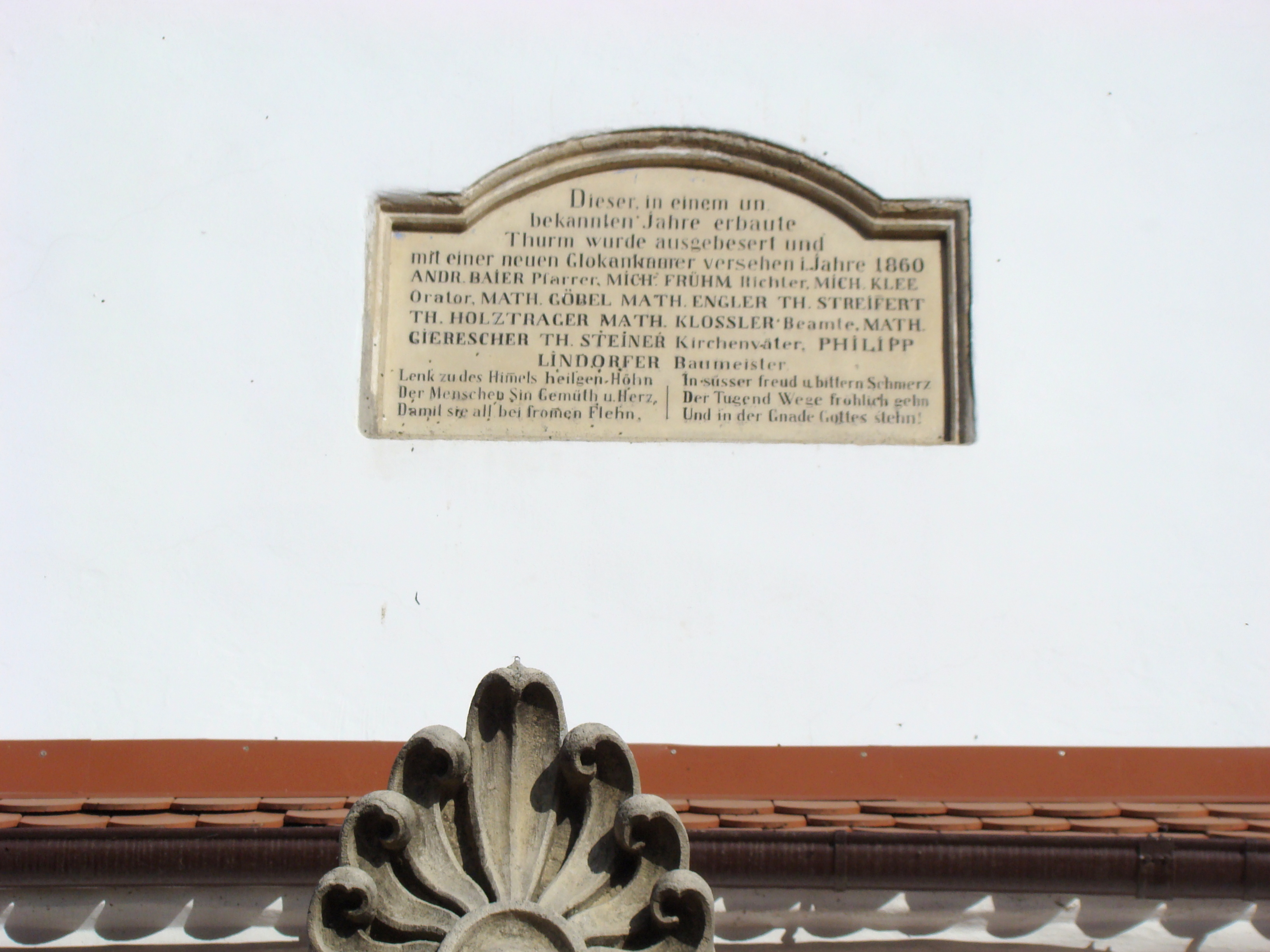
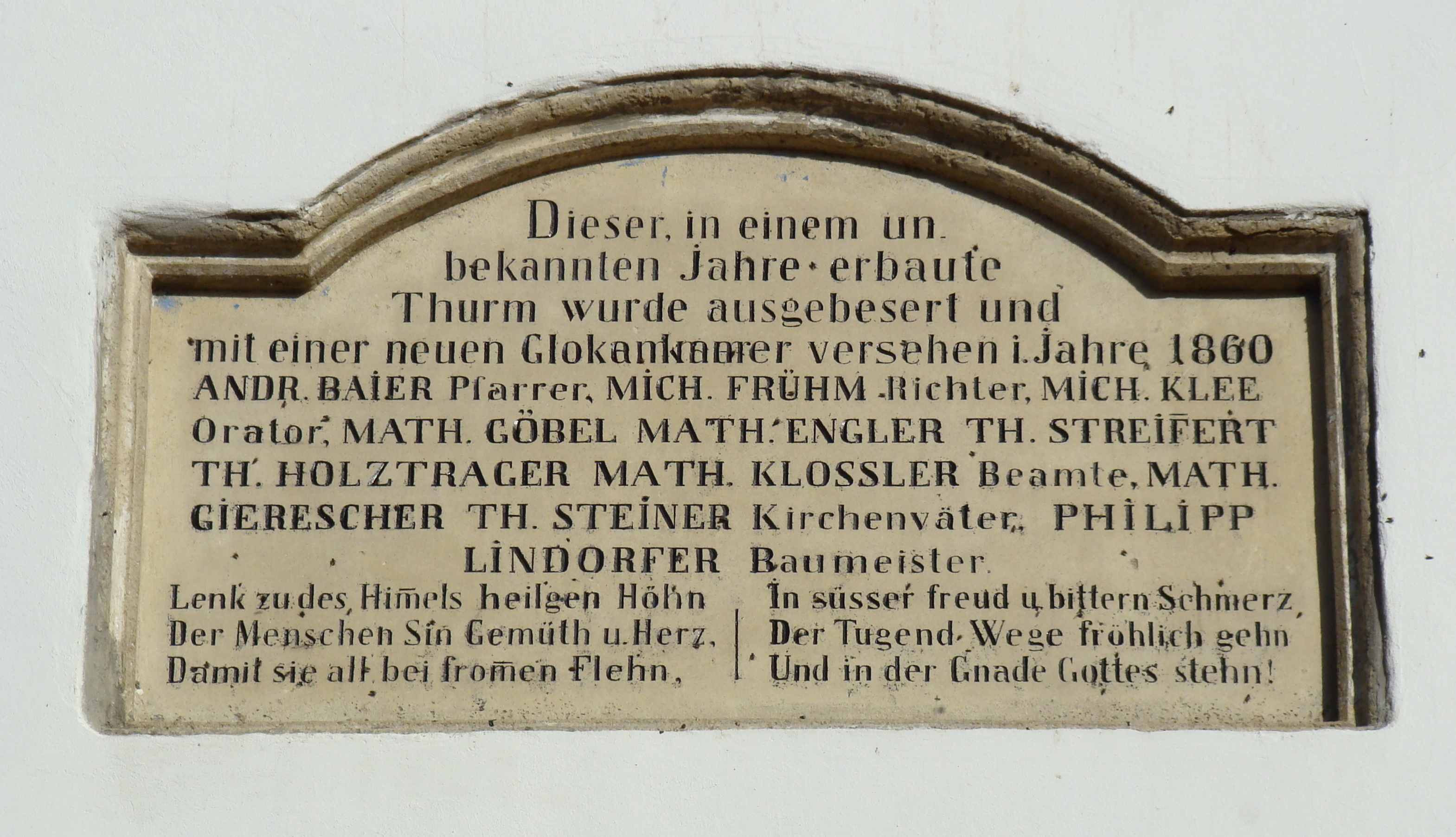
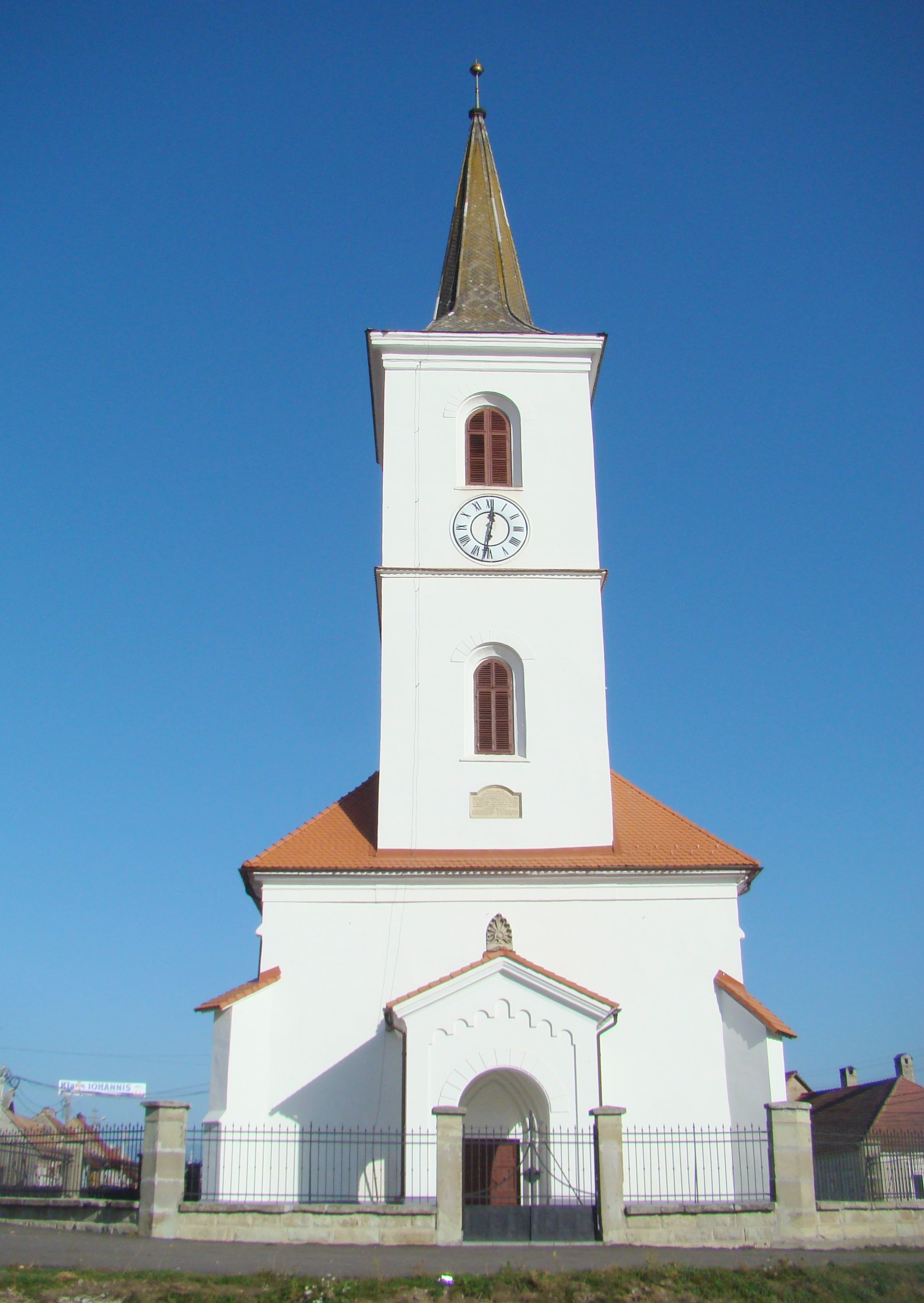
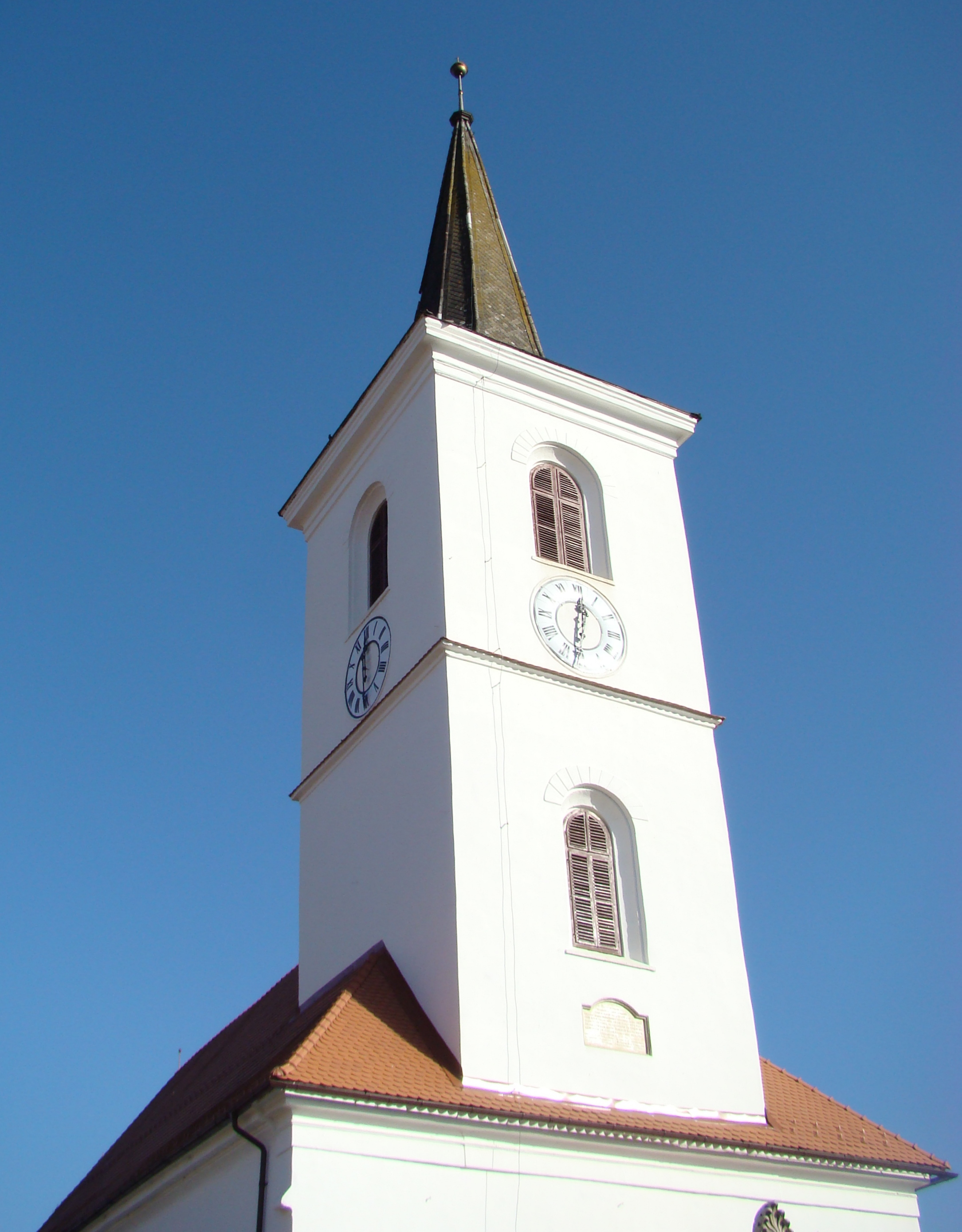
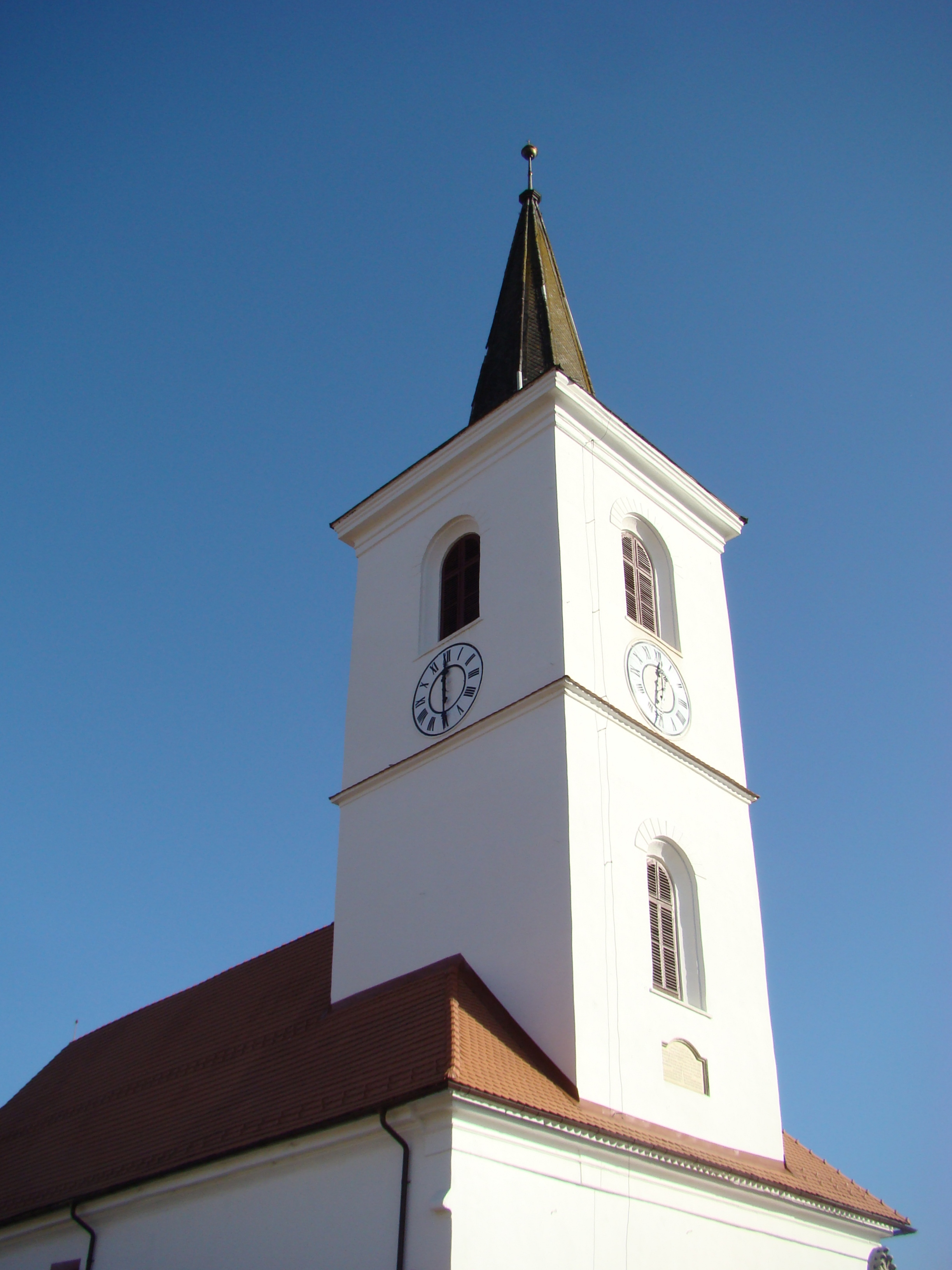
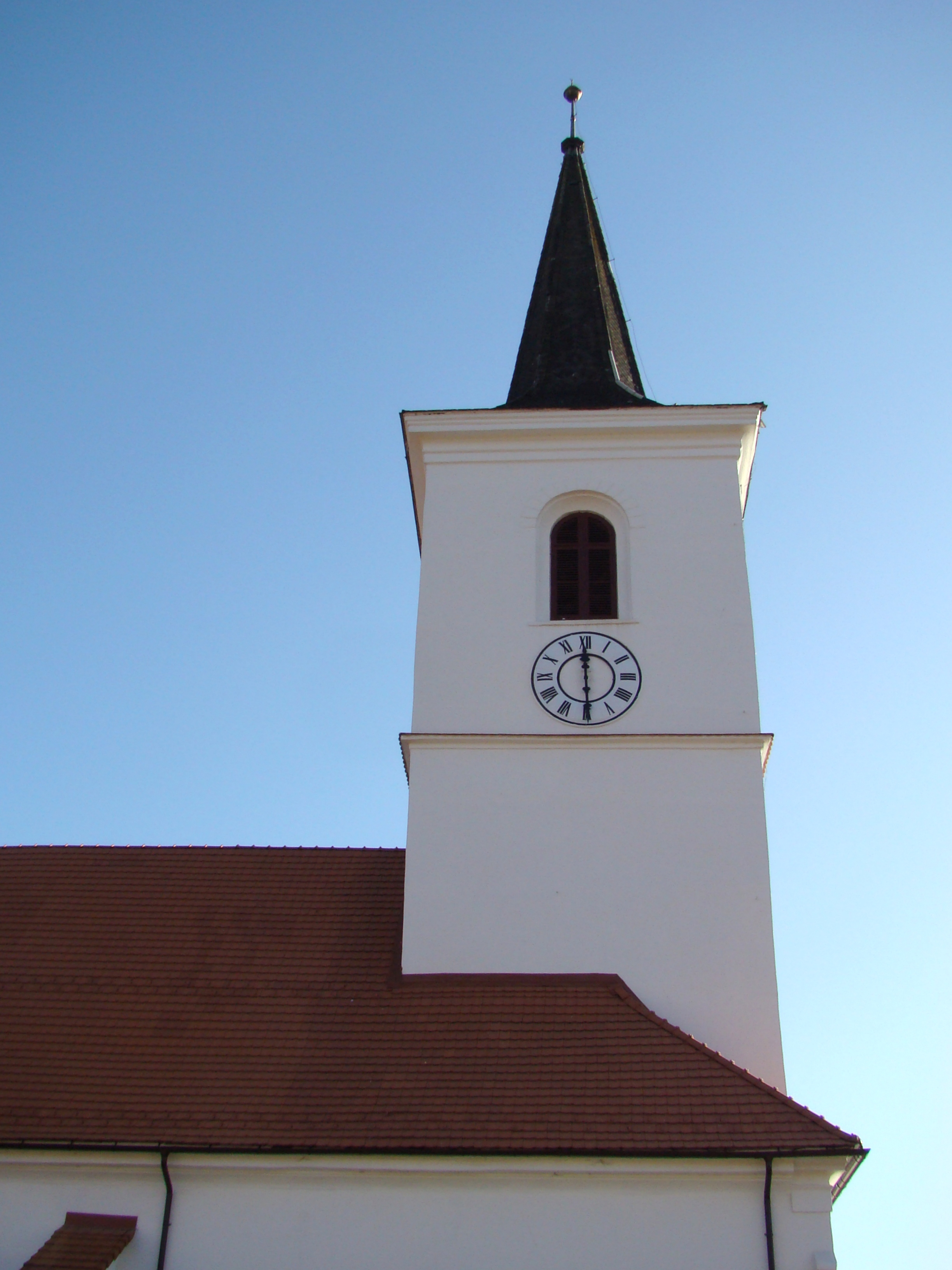
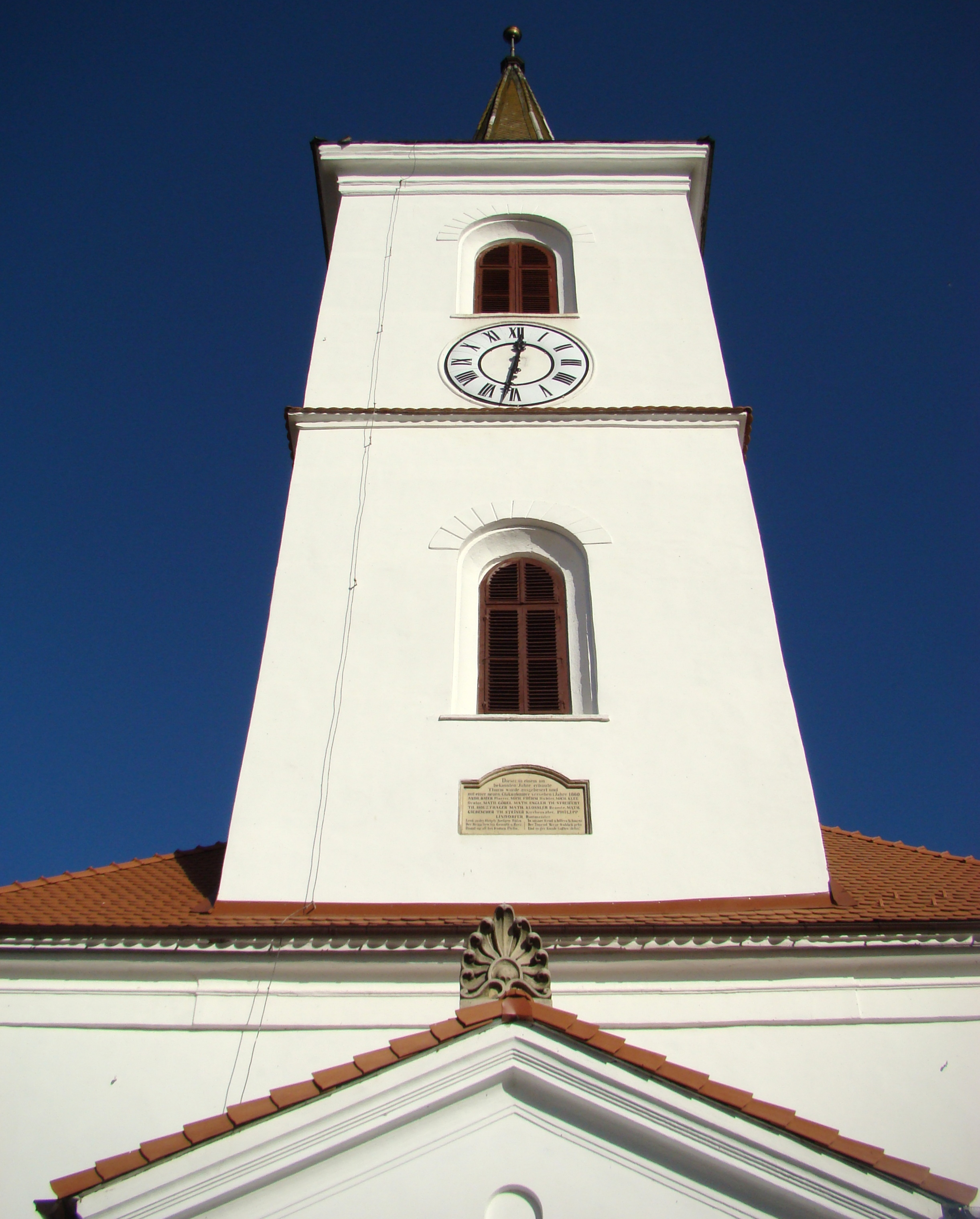